# Zaburzenia ząbkowania
Zaburzenia ząbkowania, zaburzenia w ząbkowaniu – zaburzenia wyrzynania się zębów mlecznych oraz stałych.

## Zaburzenia pierwszego ząbkowania
Pierwsze ząbkowanie trwa od szóstego do trzydziestego miesiąca życia. W tym okresie wyrzynają się wszystkie zęby mleczne.

### Zaburzenia miejscowe
- zaczerwienienie i obrzęk błony śluzowej[2] występuje u 2/3 niemowląt, pojawia się na kilka dni przed jego wyrżnięciem[3],
- zasinienie błony śluzowej nad wyrzynającym się zębem, pojawia się nawet na kilka tygodni przed jego wyrżnięciem, spowodowane jest krwiakiem, będącym następstwem uszkodzenia naczyń błony śluzowej przez jego ostre fragmenty[4],
- niebieskawe plamy nad wyrzynającym się zębem, spowodowane są prześwitywaniem nagromadzonego płynu śluzowego przez błonę śluzową o zmniejszającej się grubości[4],
- stan zapalny dziąsła brzeżnego[3],
- zapalenie mieszka zęba[3],
- występowanie zębów zatopionych[5],

### Zaburzenia ogólne
- niepokój, nerwowość, bezsenność[6],
- podwyższona temperatura ciała[6],
- nadmierne ślinienie oraz gryzienie twardych przedmiotów[6],
- brak łaknienia[6],

### Zaburzenia procesu wyrzynania się zębów
- ząbkowanie przedwczesne, w którym mogą występować obecne już w momencie urodzenia zęby wrodzone oraz pojawiające się niedługo po porodzie zęby przedwczesne[7],
- opóźnione wyrzynanie się zębów spowodowane czynnikami ogólnymi (niska masa urodzeniowa, wcześniactwo, ciąża wielopłodowa lub przebyte ciężkie schorzenia we wczesnym dzieciństwie)[8],
- opóźnione wyrzynanie się zębów będące objawem chorobowym (niedoczynność przysadki, niedoczynność tarczycy, niedobór witaminy A, niedobór witaminy D, krzywica oporna na witaminę D, choroby spichrzeniowe glikogenu, zespół Downa, wadliwe kostnienie czaszki, wrodzony brak obojczyka, nieprawidłowy rozwój szkliwa, choroba Albersa-Schönberga, zespół Fanconiego, osteoporoza)[2][6].

### Zaburzenia w miejscu wyrzynania się zębów
- przemieszczenie siekaczy przyśrodkowych w kierunku odśrodkowym[9],
- zęby zatrzymane[10],

## Zaburzenia drugiego ząbkowania
Drugie ząbkowanie trwa od 6 do 18-21 roku życia. W tym okresie wyrzynają się wszystkie zęby stałe.

### Zaburzenia miejscowe
- stan zapalny dziąsła brzeżnego[3],
- zapalenie mieszka zęba[4],
- utrudnione wyrzynanie, spowodowane zmianami włóknistymi dziąsła w następstwie wczesnej utraty zęba mlecznego[4],
- wydzielanie martwaków kostnych, spowodowane jałową martwicą nie zresorbowanych fragmentów krypty kostnej[4],
- występowanie zębów zatopionych[5],
- pokrycie powierzchni żującej płatem dziąsła w formie języka (tzw. wieczko dziąsła łac. operculum gingivae[2])[11],

### Zaburzenia ogólne
- utrudnione ząbkowanie[11],

### Zaburzenia procesu wyrzynania się zębów
- opóźnione wyrzynanie się zębów spowodowane czynnikami miejscowymi (brak miejsca w wyrostku zębodołowym, przemieszczenie zębów, przebyte urazy, pozostałe korzenie zębów mlecznych, przedwczesna utrata zęba mlecznego, torbiele, ząb nadliczbowy, zęby dwoiste)[8],
- opóźnione wyrzynanie się zębów będące objawem chorobowym (niedoczynność przysadki, niedoczynność tarczycy, niedobór witaminy A, niedobór witaminy D, krzywica oporna na witaminę D, choroby spichrzeniowe glikogenu, zespół Downa, wadliwe kostnienie czaszki, wrodzony brak obojczyka, nieprawidłowy rozwój szkliwa, choroba Albersa-Schönberga, zespół Fanconiego, osteoporoza)[2][6].

### Zaburzenia w miejscu wyrzynania się zębów
- obrót zęba[12],
- przechylenie się zęba[9],
- przemieszczenie się zęba[9],
- przemieszczenie siekaczy przyśrodkowych w kierunku odśrodkowym[9],
- zaburzenie kolejności ustawienia zębów w łuku[9],
- przemieszczenie zęba poza łuk zębowy[9],
- zęby zatrzymane[10],
- skrócenie klinicznej korony zęba[10],
- wydłużenie klinicznej korony zęba[10]

## Postępowanie
W przypadku zaburzeń miejscowych oraz ogólnych pierwszego okresu ząbkowania dolegliwości zwykle mijają w momencie ukazania się korony zęba nad powierzchnią dziąsła. Postępowanie w przypadku zębów przedwczesnych zależne jest stopnia odsłonięcia korony zęba, w przypadku małego odsłonięcia z czasem dochodzi do uformowania korzenia, w przypadku dużego odsłonięcia i jego dużej ruchomości koniecznej jest usunięcie. Zapalenie mieszka zęba wymaga natomiast interwencji chirurgicznej i podania antybiotyku. W przypadku zębów obróconych, przechylonych i przemieszczonych postępowanie jest ortodontyczne, natomiast w przypadku zębów zatrzymanych postępowanie w pierwszym rzędzie ortodontyczne, ewentualnie chirurgiczne. Zatopione zęby mleczne powinny usuwane celem uniknięcia dalszych powikłań przy drugim zabkowaniu.

## Historyczne poglądy na zaburzenia ząbkowania
Od czasów Hipokratesa, który napisał „wyrzynanie się zęba może powodować ciężkie choroby”, uważano ząbkowanie za przyczynę wielu objawów ogólnych u niemowląt. We Francji „trudności w wyrzynaniu się zębów” były uznawane w XVIII wieku za przyczynę połowy zgonów niemowląt. Zgodnie z aktualną nomenklaturą za trudności w ząbkowaniu uważa się problemy z wyrzynaniem zębów mądrości.